# Император Ингё
Император Ингё или Инкё (яп. 允恭天皇 ингё: тэнно:) — 19-й император Японии, правивший с 412 по 8 февраля 453 года. Личное имя — О-асадзума-вакуго-но-сукунэ.
Сын государя Нинтоку, отец государя Юряку. По традиционной хронологии правил в 412—453 годах. Однако некоторые учёные предполагают, что он правил в 438—453 годах. В китайских династийных историях он назван японским правителем Цзи (кит. 濟).
С 453 года датировки японских источников считаются правильными, так как предполагают, что в это время, видимо, в Ямато был введён в действие в китайский календарь Юань-цзя-ли (яп. гэнкарэки — «календарь годов Юань-цзя» 445 года). С 461 года японские датировки начинают совпадать с корейскими.